# Saint-Loup-de-la-Salle
Saint-Loup-de-la-Salle è comune francese soppresso e una località situata nel dipartimento della Saona e Loira nella regione della Borgogna-Franca Contea.
Il 1º gennaio 2003 è stato fuso col comune di Géanges nel nuovo comune di Saint-Loup-Géanges.